# 托桑特·瑞克茨
托桑特·安東尼·瑞克茨（英語：Tosaint Antony Ricketts；1987年8月6日—）是一名加拿大足球員，在場上司職前鋒。

## 生平

### 俱樂部生涯
2019年，瑞克茨簽約加盟溫哥華白浪。

### 國家隊生涯
2007年，瑞克茨入選加拿大U-20國青隊，參加在加拿大舉行的U-20世界盃。次年，瑞克茨入選加拿大國奧隊，隨隊參加奧運會資格賽，並在對陣危地馬拉的比賽中射入兩球。
2011年2月，瑞克茨第一次入選加拿大男足，隨隊參加對陣希臘的友誼賽 。他在比賽下半場替補上陣，完成大國家隊首秀。同年6月1日，瑞克茨在迎戰厄瓜多爾的友誼賽中攻入個人第一顆大國家隊入球，協助加拿大以2-2逼和厄瓜多爾。6月14日，瑞克茨第一次在中北美金盃亮相：在迎戰巴拿馬的比賽中接替喬書亞·辛普森。
2015年6月16日，瑞克茨在對陣多米尼克的世界盃資格賽中攻入兩顆入球，其中包括個人第十顆大國家隊入球。